# ماریو ساویو
ماریو ساویو (انگلیسی: Mario Savio; ۸ دسامبر ۱۹۴۲ – ۶ نوامبر ۱۹۹۶) استاد دانشگاه، و دانشگاهی اهل ایالات متحده آمریکا بود.
یک فعال آمریکایی و عضو اصلی جنبش آزادی بیان در دانشگاه کالیفرنیا، برکلی بود. وی به دلیل سخنرانی‌های پرشور خود و به‌طور خاص سخنرانی‌اش در سالن اسپرول، دانشگاه کالیفرنیا، برکلی در تاریخ ۲ دسامبر ۱۹۶۴ مشهور است.
نقش ساویو از نظر تاریخی به عنوان نمادی از اولین مرحله از جنبش پادفرهنگ دهه ۱۹۶۰ حائز اهمیت است.

## نوجوانی
ساویو در نیویورک از پدری ایتالیایی‌تبار اهل سیسیل متولد شد که تجهیزات رستوران را طراحی و تولید می‌کرد. مادر او نیز از تبار ایتالیایی (اهل ونتو) بود، اگرچه در ایالات متحده متولد شد. والدین او هر دو کاتولیک‌های متدینی بودند و ساویو قصد داشت کشیش شود.